# 文化宮 (中華人民共和國)

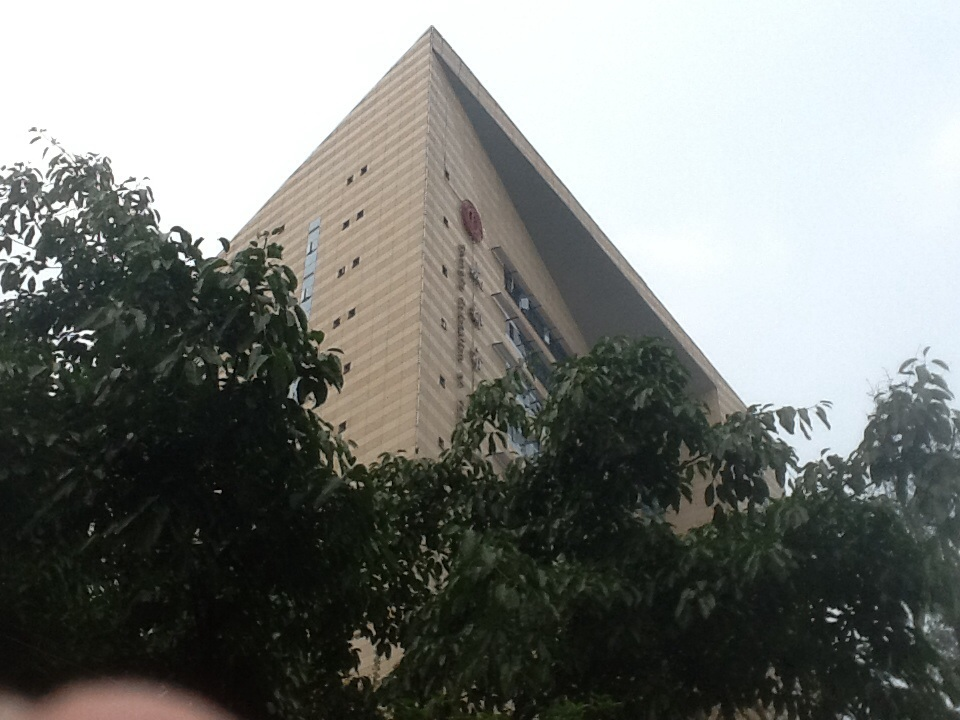
成都市勞動人民文化宮，攝於2014年6月1日

文化宮是一種設於中華人民共和國境內的官方工人俱樂部。目前中華人民共和國境內的不少城市都設有文化宮。